# ジョン・リマー
ジョン・リマー（John Thomas "Jack" Rimmer、1878年4月27日 - 1962年6月6日）は、イングランド・ランカスター出身の陸上競技選手。1900年パリオリンピックの金メダリストである。

## 経歴
1900年パリオリンピックでは、まず1500m走に出場したが、8位という結果に終わる。翌日、4000m障害に出場。へとへとになりながらも、同国のチャールズ・ベネットを約1.5mほど引き離し金メダルを獲得した。さらに、ベネットと、アルフレッド・タイソー、シドニー・ロビンソン、スタンリー・ローリーとともに5000m団体競争に出場。リマーは出場した全10選手中、ベネットに次ぎ2位でゴール。チームの金メダル獲得に貢献した。
1901年にリバプール市警に採用され、30年間従事し巡査部長で退職。また、1962年に84歳で亡くなるまで陸上のクラブの会長を務めていた。